# Jure Šinkovec
Jure Šinkovec (* 3. Juli 1985 in Ljubljana) ist ein ehemaliger slowenischer Skispringer.

## Werdegang
Jure Šinkovec trat im Februar 2004 erstmals im Skisprung-Continental-Cup (COC) an. Bereits bei seinem dritten Springen, am 22. Februar 2004 in Iron Mountain, konnte er mit einem zwölften Platz COC-Punkte gewinnen. Im folgenden Winter 2004/05 nahm er an mehreren COC-Springen teil, schaffte es jedoch nie, den zweiten Durchgang zu erreichen. Trotzdem durfte er über die nationale Gruppe am zum Saisonabschluss des Weltcups stattfindenden Skifliegen in Planica teilnehmen. Er konnte sich zwar nicht für den Wettbewerb qualifizieren, stellte jedoch im dritten Trainingsdurchgang, am 17. März 2005, seine persönliche Bestweite von 193,5 Metern auf.
Nachdem er zu Beginn der im Rahmen des Continental Cups ausgetragenen Sommerspringen 2005 mittelmäßige Leistungen gezeigt hatte, konnte er sich steigern und Anfang August in Lillehammer mit einem zweiten und einem dritten Platz seine ersten Podiumsplatzierungen erreichen. Aufgrund der guten Leistungen durfte er im Sommer-Grand-Prix antreten, wo er mit einem zehnten Platz im japanischen Hakuba zum ersten und bislang einzigen Mal einen Platz unter den Top 10 in einem erstklassigen Wettbewerb erreichte (Stand Oktober 2008).
Nachdem er zu Beginn des Skisprung-Weltcups 2005/06 mit einem 33. und einem 50. Platz in Kuusamo enttäuschte, wurde er in das Continental-Cup-Team zurückgestuft. Mit einem zweiten Platz Anfang Januar 2006 beim Springen von der Normalschanze in Planica schaffte er es jedoch, sich wieder für die slowenische Weltcup-Mannschaft zu empfehlen. Bei einem Springen von der Ōkurayama-Schanze in Sapporo konnte er mit einem 21. Platz seine ersten Weltcuppunkte erringen. Während des restlichen Saisonverlaufes trat er weiterhin im Weltcup an, konnte sich aber nicht mehr in den Punkterängen platzieren.
Beim Sommer-Grand-Prix 2006 gelang ihm ein zwölfter Platz in Kranj, an sonsten platzierte er sich nur im hinteren Mittelfeld. Während der folgenden Wintersaison 2006/07 pendelte Šinkovec zwischen Welt- und Continental Cup hin und her, konnte jedoch in keiner der beiden Wettkampfserien überzeugende Leistungen zeigen. Nachdem sich seine Resultate im COC im Sommer 2007 verbesserten, trat er bei einigen Springen des Sommer-Grand-Prix 2007 an, konnte jedoch nur Platzierungen zwischen dem 35. und 50. Rang erreichen.
Nachdem er zunächst mit schwachen Leistungen in den Continental Cup des Winters 2007/08 gestartet war, verbesserte sich seine Form jedoch und er konnte am 12. Januar 2008 das Springen in Sapporo für sich entscheiden. Nachdem er bei den folgenden Continental Cups in Zakopane und Hinterzarten ebenfalls gute Leistungen gezeigt hatte, wurde er erneut in das slowenische Weltcup-Team berufen. Da er bei den Weltcups stets den zweiten Durchgang verpasste, wurde er für den Sommer 2008 wieder in das COC-Team zurückgestuft, wo er bis auf einen zweiten Platz in Velenje nur Platzierungen im Mittelfeld erreichte. Am 14. Dezember 2008 erreichte er beim Springen im italienischen Pragelato mit Rang 16 seine bis dahin beste Weltcup-Platzierung. Trotzdem wurde er danach für fast drei Jahre nicht mehr bei Weltcup-Springen eingesetzt.
Nachdem er Juli 2011 ein Continentalcupspringen in Kranj gewonnen hatte und im August beim Grand-Prix-Springen im kasachischen Almaty Zweiter geworden war, sprang Šinkovec seit Beginn der Saison 2011/12 wieder regelmäßig im Weltcup. Beim Mannschaftsspringen am 10. Dezember 2011 auf der Čerťák-Großschanze in Harrachov gelang ihm mit der slowenischen Mannschaft der Sprung auf Rang drei und damit seine erste Podestplatzierung im Weltcup. Sein bis heute bestes Weltcup-Resultat in einem Einzelwettbewerb ersprang er sich mit Platz 11 am 28. Januar 2012 im japanischen Sapporo. Am 19. Februar 2012 gewann er mit der slowenischen Mannschaft das Mannschaftsspringen auf der Heini-Klopfer-Skiflugschanze und holte damit nicht nur den ersten Weltcupsieg seiner Karriere. Die slowenische Mannschaft gewann auch erstmals überhaupt einen Teamwettbewerb im Weltcup.
Bei der Skiflug-Weltmeisterschaft 2012 im norwegischen Vikersund errang er mit der slowenische Equipe die Bronzemedaille im Mannschaftswettbewerb. Seinen dritten und letzten Sieg im Continentalcup ersprang er sich am 30. August 2014 im tschechischen Frenštát pod Radhoštěm. Nach mehreren schweren Knieverletzungen beendete er im Juni 2016 seine Karriere als aktiver Springer.

## Erfolge

### Weltcupsiege im Team
| Nr. | Datum            | Ort        | Typ         |
| --- | ---------------- | ---------- | ----------- |
| 1.  | 19. Februar 2012 | Oberstdorf | Flugschanze |

### Continental-Cup-Siege im Einzel
| Nr. | Datum           | Ort                    | Typ           |
| --- | --------------- | ---------------------- | ------------- |
| 1.  | 12. Januar 2008 | Sapporo                | Großschanze   |
| 2.  | 3. Juli 2011    | Kranj                  | Normalschanze |
| 3.  | 30. August 2014 | Frenštát pod Radhoštěm | Normalschanze |

## Statistik

### Weltcup-Platzierungen
| Saison  | Platz | Punkte |
| ------- | ----- | ------ |
| 2005/06 | 65.   | 010    |
| 2006/07 | 82.   | 05     |
| 2008/09 | 60.   | 015    |
| 2011/12 | 28.   | 163    |

### Grand-Prix-Platzierungen
| Saison | Platz | Punkte |
| ------ | ----- | ------ |
| 2005   | 32.   | 046    |
| 2006   | 50.   | 033    |
| 2008   | 68.   | 010    |
| 2011   | 15.   | 166    |
| 2014   | 69.   | 009    |